# سيراين
سيراين هي بلدية والونية بلجيكية في مقاطعة لياج. تضمن المناطق القديمة  بونسيل، جيميب سير موس، و أوغري. مع لييج، هرستال، سانت نيكولاس، أن، و فلاميل تشكل تكتل لييج الحضاري الكبير (600,000 نسمة).
‌

## توأمة
لسيراين اتفاقيات توأمة مع كل من:
- ليناريس
- ريميني
- دواي

## أعلام
- سيباستيان بوكونيولي
- قادير بيكميزسي
- يوجينيو بارسانتي
- فيكتور كلوناريديس
- جوليس دوتشسن